# 543302 Hamvasbela
543302 Hamvasbela este o planetă minoră (asteroid) din centura de asteroizi. A fost descoperită pe 4 decembrie 2013 la Piszkéstetői Obszervatórium⁠(d) de Krisztián Sárneczky⁠(d) și a fost numită după Hamvas Béla⁠(d). 
Obiectul prezintă o orbită caracterizată de o semiaxă mare de 3,1984238447903 UAi, o excentricitate de 0,2201072347457, o înclinație de 25,660417866584 ° în raport cu ecliptica.